# Kanton Saint-Leu-la-Forêt
Der Kanton Saint-Leu-la-Forêt war von 1964 bis 2015 ein französischer Wahlkreis im Arrondissement Pontoise, im Département Val-d’Oise und in der Region Île-de-France. Sein Hauptort war Saint-Leu-la-Forêt.
Der Kanton war 16,03 km² groß und hatte 24.650 Einwohner (2011), was einer Bevölkerungsdichte von 1538 Einwohnern pro km² entsprach. Er lag im Mittel 91 Meter über Normalnull, zwischen 57 Metern in Saint-Leu-la-Forêt und in Saint-Prix  und 193 Metern in Saint-Prix.

## Gemeinden
Der Kanton bestand aus drei Gemeinden:
| Gemeinde           | Einwohner Jahr | Fläche km² | Bevölkerungsdichte | Code INSEE | Postleitzahl |
| ------------------ | -------------- | ---------- | ------------------ | ---------- | ------------ |
| Montlignon         | 2.699 (2013)   | 2,84       | 950 Einw./km²      | 95426      | 95680        |
| Saint-Leu-la-Forêt | 15.082 (2013)  | 5,26       | 2867 Einw./km²     | 95563      | 95320        |
| Saint-Prix         | 7.171 (2013)   | 7,93       | 904 Einw./km²      | 95574      | 95390        |

## Bevölkerungsentwicklung
| 1962   | 1968   | 1975   | 1982   | 1990   | 1999   | 2006   | 2011   |
| ------ | ------ | ------ | ------ | ------ | ------ | ------ | ------ |
| 14.100 | 16.065 | 17.140 | 18.813 | 22.617 | 24.321 | 24.305 | 24.650 |